# Souchevo (Vasilevo)
Souchevo (en macédonien Сушево) est un village du sud-est de la Macédoine du Nord, situé dans la municipalité de Vasilevo. Le village comptait 723 habitants en 2002.

## Démographie
Lors du recensement de 2002, le village comptait :
- Macédoniens : 707
- Turcs : 15
- Autres : 1